# ポルスレーヌ

ポルスレーヌ（仏: Porcelaine）とは、フランス原産のセントハウンド犬種である。犬種名はポーセレンという白磁器に由来し、美しい毛色をそれにたとえて名付けられた。

## 歴史
17世紀頃に作出された古い犬種で、フランス王室で使われていたキングス・ホワイト・ハウンドが基礎となっているといわれている。どのようにそれを王室から入手したかは未だによく分かっていないが、それにタルボット・ハウンドやビリー、ハーリアなどをかけ合わせることによって作出された。猟犬としては鋭い嗅覚を活かして確実な追跡を行い、スピードのある脚力で獲物を追い詰め、仕留めた。パック若しくは単体で狩猟に繰り出された。
フランス及びスイスで多く飼育されていたが、フランス革命の勃発により原産国内のポルスレーヌはほとんど絶滅してしまい、スイスにいたものをフランスに取り寄せて繁殖を行い、スイスのラウフンド種の犬や作出に使われたビリーの血を導入して遺伝子プールを改善し、頭数を回復させる事が出来た。
近年はペットとしても飼育されるようになり、現在も数は少ないものの多くの国で飼育されている。最近は日本にも輸入され、2007年には初めて国内登録が行われた。ちなみに、そのときの登録頭数順位は144位中139位であった。2009年度は登録されなかったが、家庭犬として飼育しやすいため、今後も国内登録が行われる可能性がある。

## 特徴
その姿はキングス・ホワイト・ハウンドの姿を色濃く残しているが、それよりも脚が長い。本種の一番の特徴は犬種名にもなっているなめらかなスムースコートで、毛色はホワイトで薄いレモンの斑が入っているものもいる。肩まで伸びた長い垂れ耳、のどの下には少しデューラップ（喉下のたるみ）がある。すらりとした長い脚を持ち、走るのも早い。尾は垂れ尾で、飾り毛はない。体高は雄55～58cm、雌53～56cmで、体重は雌雄共に25～28kgの中型犬。性格は物静かで優しく、猟犬であるにもかかわらず非常に大人しいため飼育がしやすい。ただし、運動量はやや多めに必要である。

## 参考
- 『日本と世界の愛犬図鑑2007』（辰巳出版）佐草一優監修
- 『デズモンド・モリスの犬種事典』デズモンド・モリス著書、福山英也、大木卓訳 誠文堂新光社、2007年
- 『日本と世界の愛犬図鑑2009』（辰巳出版）藤原尚太郎編･著